# Mr.サンデー (曲)
「Mr.サンデー」（ミスター・サンデー）は、ゴスペラーズの楽曲で、38枚目のシングル「冬響」のカップリング曲。酒井雄二がメインボーカル。

## 概要
フジテレビ・関西テレビ系の情報番組『Mr.サンデー』のテーマ曲でオープニング曲である。作詞・作曲はpal@pop（高野健一）。高野は以前にも、同枠で放送された『EZ!TV』や『スタ☆メン』のテーマ曲を手掛けている。